# Au pair
Pour le groupe de musique, voir Au Pairs.
Cet article possède un paronyme, voir OPER.
Littéralement, « au pair » signifie « à parité », « à égalité ». En contrepartie d’une activité, la personne au pair est logée et nourrie. De là vient l’expression « jeune fille au pair ».

## Histoire
La notion de travail au pair existe au moins depuis le XIXe siècle. On la retrouve notamment dès 1821 : « elle connaissait fort peu la mercerie, dont elle ne s'occupait que depuis huit mois, au grade de demoiselle au pair, c'est-à-dire, sans appointements » (Rey).[réf. nécessaire]

En 1840, on la trouve chez Balzac : 

« Sylvie Rogron fut envoyée à cent écus de pension en apprentissage […]. Deux ans après, elle était au pair : si elle ne gagnait rien, ses parents ne payaient plus rien pour son logis et sa nourriture. Voilà ce qu'on appelle être au pair, Rue Saint-Denis. »

— Pierrette, 1840, p. 17,

## Séjour au pair
« Au pair » est une expression utilisée dans le monde entier telle quelle (en français) pour désigner un jeune au pair (souvent une jeune fille au pair) dans le cadre d’un échange culturel.
Un jeune au pair doit avoir moins de trente ans dans la plupart des pays, il est logé et nourri contre une activité auprès des enfants de la famille dans laquelle il réside. Par définition étranger dans le pays où il séjourne, le jeune au pair vient découvrir la culture et souvent améliorer sa maîtrise de la langue du pays d’accueil (avec des cours obligatoires la plupart du temps). Bien que souvent étudiant, il perçoit un peu d’argent.
En France, paradoxalement, le jeune étranger au pair reçu dans une famille française est appelé selon le statut légal « aide familial étranger » et est ainsi déclaré par sa famille d’accueil aux URSSAF et à la CPAM. Un jeune Français partant à l’étranger conserve l’appellation « au pair ».

## Travail au pair en France hors séjour au pair
Toutefois, en France, comme le séjour dit au pair est considéré comme un stage non rémunéré, le terme « au pair » couvre donc légalement un autre aspect que le séjour au pair.
Le travail au pair permet de faire travailler une personne dans une situation légale de troc de travail contre logement, nourriture ou d’autres avantages en nature ou services qui se compensent exactement. Ce travailleur doit avoir un contrat de travail et doit être déclaré : son employeur cotise aux URSSAF. Par exemple, pour les conventions collectives, les salariés au pair sont assimilés à des employés de maison et relèvent donc de la convention des salariés du particulier employeur. Légalement, en France, même si aucun texte particulier ne fixe le statut des salariés au pair, la personne au pair a donc un statut situé entre celui de salarié et celui de bénévole. Une personne ne percevant pas de rémunération pour son travail mais des avantages en nature (hébergement ou repas) est « au pair », la rémunération étant réservée au salarié et les avantages en nature étant interdits au bénévole (toutefois un remboursement de frais n’est pas comptabilisé comme avantage en nature).
Ce statut d’au pair est par exemple régulièrement utilisé pour des animateurs sur des séjours collectifs de centres de vacances organisées par des associations ayant des moyens financiers limités.
Sont exclus du statut d’au pair les membres d’une famille rendant service (même continuellement) et bénéficiant en même temps de l’obligation alimentaire assumée, de fait et de droit, par le ou les responsables légaux de la famille.
Dans le langage courant, le terme « bénévole » pour une personne au pair est souvent utilisée à tort.